# Niemowicze (stacja kolejowa)
Niemowicze (ukr. Немовичі, ros. Немовичи) – stacja kolejowa w miejscowości Niemowicze, w rejonie sarneńskim, w obwodzie rówieńskim, na Ukrainie. Położona jest na linii Równe – Baranowicze – Wilno.
Stacja powstała w XIX w. na drodze żelaznej wileńsko-rówieńskiej pomiędzy stacjami Wołcza a Sarny i początkowo nosiła nazwę Stepań od pobliskiego miasteczka. W okresie międzywojennym stacja nazywała się już Niemowicze.